# David E. Campbell
David E. Campbell é um sonoplasta estadunidense. Venceu o Oscar de melhor mixagem de som na edição de 2000 por Matrix, ao lado de John T. Reitz, Gregg Rudloff e David Lee.